# 25th Avenue
25th Avenue (IPA: [ˈtwɛnti-fɪfθ ˈævəˌnu]) è una fermata della metropolitana di New York situata sulla linea BMT West End. Nel 2019 è stata utilizzata da 1 507 759 passeggeri. È servita dalla linea D, attiva 24 ore su 24.

## Storia
La stazione venne aperta il 29 luglio 1916, come capolinea temporaneo del prolungamento verso sud della linea BMT West End proveniente da 18th Avenue. Il 21 luglio 1917 la linea fu prolungata verso Coney Island e 25th Avenue divenne una stazione di transito. Nel 2012 la stazione fu sottoposta a lavori di ristrutturazione grazie ai finanziamenti dell'American Recovery and Reinvestment Act del 2009.

## Strutture e impianti
La stazione è posta su un viadotto al di sopra di 86th Street, ha due banchine laterali e tre binari, dei quali solo i due esterni sono utilizzati regolarmente. Il mezzanino è posto sotto il piano binari e ospita le scale per le banchine, i tornelli e le quattro scale per il piano stradale che portano presso l'incrocio con 25th Avenue.

## Interscambi
La stazione è servita da alcune autolinee gestite da NYCT Bus.
- Fermata autobus